# Ванко Ганчев
Ванко Гаврилов Ганчев, известен като Аспарух Ганчев и Аспарух Бесарабчето, е български революционер, деец на Вътрешната македонска революционна организация.

## Биография
Ганчев е роден в Севастопол, тогава в Руската империя, в семейство на таврийски българи. Първоначалното си образование получава в родното село на своя баща – Вячеславка. В 1917 година завършва гимназия в Ногайск и започва да следва в Политехническия институт в Петроград, но не завършва заради избухването на Болшевишката революция и последвалата я гражданска война. Участва във войната като кавалерист от Червената армия и се сражава с частите на Нестор Махно. Член е на българското дружество във Вячеславка.
В края на 1919 година емигрира в България, за да продължи образованието си. Работи като учител в Лом и Бяла Слатина. От септември 1920 година е в прогимназията в Петрич, а от 1921 година – в местната гимназия в този град. Там директорът му Атанас Маджаров, който е и пунктов началник на ВМРО в Петрич, го привлича към революционната организация.
През 1922 година Ганчев, получил псевдонима Аспарух, влиза в сярската чета на Михаил Скендеров. По-късно е секретар в четата на Иван Келпеков, която действа в Драмско. В Драмско четата води няколко сражения с гръцки войски, най-голямото от които е при село Търлис през май 1923 година. В края на същата година Ганчев е прехвърлен в четата на Алеко Василев и участва в отблъскването на въоръжените групи, пращани от Сърбия, за да убиват дейци на ВМРО в Пиринска Македония.
На 12 май 1925 година Аспарух Ганчев е назначен за пълномощник на ЦК за Неврокопска околия и е избран за председател на Неврокопския околийски революционен комитет. Участва в Дъбнишката акция. На следната година е назначен за Кавалски околийски войвода. Ганчев изгражда и бази около Неврокопско – Девин, Доспат, Батак и Лъджене. На Осмия конгрес на ВМРО през април 1932 година е определен за Солунски окръжен войвода. След Деветнадесетомайския преврат в 1934 година е интерниран във вътрешността на страната.
След освобождението на част от Вардарска и Егейска Македония през април 1941 година Ганчев се установява в Сяр. През 1942 година посещава Иван Михайлов в Загреб.
След Деветосептемврийския преврат в 1944 година Ганчев се установява в Русе, където се занимава със земеделие. От септември 1947 година е учител по руски и математика в гимназията в Две могили, Беленско, а от 1948 година е учител в Исперих. През 1950 година е арестуван от комунистическите власти и на скалъпен политически процес е осъден на смърт и екзекутиран през 1954 година.
Иван Михайлов пише за него:
| „ | По пътя за Банско се сприятелихме с Ганчева; остана ми в паметта, че той може за в бъдеще да се смята като една от най-добрите сили в нашите редове, особено за организирване на бойни групи и за воденето им в сражения... | “ |